# Liste der Bodendenkmale in Dahlem
In der Liste der Bodendenkmale in Dahlem sind alle Bodendenkmale der niedersächsischen Gemeinde Dahlem aufgelistet. Die Quelle ist der Denkmalatlas Niedersachsen. Der Stand der Liste ist der 14. Juli 2024.

## Allgemein
In den Spalten finden sich folgende Informationen des Bodendenkmales :
- Lage        : geographische Koordinaten
- Bezeichnung : Bezeichnung lt. Denkmalatlas
- Beschreibung: Beschreibung lt. Denkmalatlas
- ID          : Objekt-ID
- Bild        : Bild, ggf. zusätzlich mit Link zu weiteren Fotos im Medienarchiv Wikimedia Commons.

## Dahlem
| Lage                         | Bezeichnung             | Beschreibung | ID       | Bild |
| ---------------------------- | ----------------------- | --- | -------- | ---- |
| 53° 12′ 27″ N, 10° 45′ 7″ O  | Dahlem 1, Großsteingrab | WNW-OSO orientiert, L. 11,5 m und Br. 4 m. Der dritte Deckstein von O fehlt. Die Trägersteine sind möglicherweise in situ erhalten. | 28932529 |      |
| 53° 12′ 36″ N, 10° 43′ 18″ O | Dahlem 2, Grabhügel     | Oval, Nordost-Südwest orientiert, L. 15 m; Br. 12 m; H. 0,6 m. Randbereiche gestört, Rand nach Westen auslaufend. Über den Hügel verläuft von Nord nach Süd ein Pfad. Einige bis faustgroße Granitsteine auf dem Hügel, am Westnordwest-Rand ein größerer Granitstein. | 28932531 | BW   |

## Harmstorf-Bleckede
| Lage                         | Bezeichnung                      | Beschreibung | ID       | Bild |
| ---------------------------- | -------------------------------- | --- | -------- | ---- |
| 53° 13′ 20″ N, 10° 47′ 29″ O | Harmstorf-Bleckede 1, Grabhügel  | Stark zerwühlter Grabhügel. Dm. ca. 15 m; H. 1 m. Im Hügel zwei größere Eingrabungen, eine im Ost-Teil und eine im West-Teil, darin Granit-Findlinge, zum Teil gespalten. Im weiteren Umfeld versprengt liegende Granitsteine. Vermutlich handelt es sich um einen Hügel mit Großsteingrab oder mit Steinkiste und Steinkranz. | 28932662 | BW   |
| 53° 13′ 18″ N, 10° 47′ 30″ O | Harmstorf-Bleckede 12, Grabhügel | Fast rund, Dm. 10 m; H. 0,6 m. Im Hügel einige alte Eingrabungen und darin bis faustgroße Granitsteine. | 28932708 | BW   |

### Harmstorf-Bleckede 4
ID:28932818
Ca. 1,9 km nordwestlich von Tosterglope liegt auf dem Prachel-Berg eine Gruppe von fünf Grabhügeln (FStNr. 4,5,7,9-10) und zwei weiteren Erhöhungen, bei denen es sich ebenfalls um Grabhügel handeln könnte. FStNr. 5 ist oval, die übrigen sind rund. Dm. der runden Grabhügel 8–14 m; H. 0,4–1,0 m.

| Lage                         | Bezeichnung           | Beschreibung | ID       | Bild |
| ---------------------------- | --------------------- | --- | -------- | ---- |
| 53° 13′ 14″ N, 10° 47′ 26″ O | Harmstorf-Bleckede 4  | | 28932710 | BW   |
| 53° 13′ 16″ N, 10° 47′ 32″ O | Harmstorf-Bleckede 5  | Oval, Ost-West orientiert, L. 8 m; Br. 6,5 m; H. 0,4 m. In der Kuppe flache Mulde. Rand schwach abgesetzt.                                            | 28932712 | BW   |
| 53° 13′ 15″ N, 10° 47′ 30″ O | Harmstorf-Bleckede 7  | Fast rund, Durchmesser ca. 15 Meter und Höhe ca. 0,5 Meter (im Osten) bis 0,8 Meter (im Westen). In der Kuppe flache Mulde.                           | 28932714 | BW   |
| 53° 13′ 14″ N, 10° 47′ 29″ O | Harmstorf-Bleckede 9  | Fast rund, Dm. 11 m und H. 0,2 m (im O) bis 0,5 m (im W). In der Kuppe flache Mulde. Der Rand läuft in das umliegende Gelände aus.                    | 28932808 | BW   |
| 53° 13′ 14″ N, 10° 47′ 30″ O | Harmstorf-Bleckede 10 | Fast rund, Durchmesser ca. 10 Meter und Höhe ca. 0,5 Meter (im Süden) bis 0,9 Meter (im Norden). Kuppe abgeflacht und der Rand nur schwach abgesetzt. | 28932810 | BW   |
| 53° 13′ 14″ N, 10° 47′ 28″ O | Harmstorf-Bleckede 11 | Fast rund, Dm. 8 m; H. 0,4 m (im Osten) - 0,6 m (im Westen). Rand auslaufend.                                                                         | 28932812 | BW   |

## Köstorf
| Lage                         | Bezeichnung          | Beschreibung                                                                                       | ID       | Bild |
| ---------------------------- | -------------------- | -------------------------------------------------------------------------------------------------- | -------- | ---- |
| 53° 14′ 17″ N, 10° 44′ 6″ O  | Köstorf 2, Grabhügel | Fast rund, Dm. 11 m; H. (im Süden) 0,7-(im Norden) 1 m. Rand im Osten auslaufend, sonst abgesetzt. | 28932549 | BW   |
| 53° 14′ 17″ N, 10° 44′ 5″ O  | Köstorf 3, Grabhügel | Fast rund, Dm. 9,5 m; H. 0,6 m. Kuppe abgeflacht. Im Nordbereich flache Mulde.                     | 28932551 | BW   |
| 53° 14′ 15″ N, 10° 44′ 28″ O | Köstorf 4, Grabhügel | Fast rund, Dm. 12 m; H. 0,8 m. Von Ost-West orientierten Pflanzfurchen überzogen.                  | 28932553 | BW   |
| 53° 14′ 16″ N, 10° 44′ 23″ O | Köstorf 5, Grabhügel | | 28932555 | BW   |